# Latter Days
Latter Days ist ein romantisches US-amerikanisches Filmdrama aus dem Jahr 2003.

## Handlung
Der Film beschreibt die dramatische Liebesgeschichte zwischen dem West-Hollywood-Partygänger Christian Markelli und dem Mormonenmissionar Elder Aaron Davis aus Pocatello (Idaho).
Christians Leben dreht sich vornehmlich um Sex und Party. Als neben seiner Wohnung, die er sich mit seiner besten Freundin Julie Taylor teilt, vier Mormonenmissionare einziehen, wirft er sofort ein Auge auf den gut aussehenden Aaron. Durch eine Wette um 50 Dollar von seinen Freunden zusätzlich angestachelt versucht Christian, Aaron zu verführen. Das gelingt ihm beinahe. Doch Aaron wird im letzten Moment von Christians Oberflächlichkeit abgestoßen. Es wird klar, dass Aaron ebenfalls schwul ist, aber sich aufgrund des Konfliktes mit seiner Religion (Zitat des Missionarskollegen Ryder: „Yeah, God hates homos“) nicht traut, seinen Gefühlen nachzugeben.
Auch Christian, der sich von Aaron seine Oberflächlichkeit vorhalten lassen muss, ist über den Vorfall tief irritiert und beginnt seinen Lebensstil zu hinterfragen, zu überdenken und zu verändern. Christian tritt dem Projekt „Angel Food“ bei und bringt AIDS-Kranken Essen auf Rädern.
Als Aaron eines Abends nach dem Fahrradunfall seines Missionarskollegen Paul Ryder verstört nach Hause kommt, tröstet Christian ihn. Es kommt zu einer sinnlichen Umarmung und einem Kuss. Dabei werden sie jedoch durch das Auftauchen der anderen Missionare gestört. Aaron wird in Schande zu seinen Eltern zurückgeschickt.
Christian erfährt davon erst am nächsten Morgen. Allerdings erhält er von Elder Ryder die Information, dass Aaron fünf Stunden Aufenthalt in Salt Lake City hat. Christian fliegt ihm nach und trifft ihn am Flughafen, wo es zu einem weiteren Kuss kommt. Nachdem der Flughafen geschlossen wird, verbringen die beiden eine intime Nacht miteinander im Flughafenhotel. Als Christian aufwacht, ist Aaron bereits zu seinen Eltern weitergereist.
Während Christian tiefem Liebeskummer verfällt, wird Aaron wie erwartet zu Hause bei einer Versammlung unter dem Vorsitz seines Vaters exkommuniziert. Nach schweren Vorwürfen seiner Mutter versucht sich Aaron das Leben zu nehmen, indem er sich mit einem Skalpell die Pulsadern aufschneidet.
Christian versucht, telefonisch Kontakt zu Aaron aufzunehmen. Dabei erreicht er jedoch nur Aarons Mutter. Sie erzählt ihm, dass Aaron sich die Pulsadern aufgeschnitten hat und wirft ihm vor, er trage die Schuld am Verlust ihres Sohnes. Dass Aaron den Selbstmordversuch überlebt hat, erwähnt sie jedoch nicht.
Christian ist schwer getroffen und fällt in tiefe Lethargie. Nach einiger Zeit erkennt er jedoch, dass er irgendwie mit dieser Sache fertigwerden muss, und entschließt sich, Aarons Mutter aufzusuchen, um ihr die Familien-Taschenuhr, die Aaron im Flughafenhotel vergessen hatte, zurückzugeben.
Unter Tränen gibt Christian Aarons Mutter die Uhr. Sie liest den eingravierten Text im Taschenuhrdeckel („doch am größten unter ihnen ist die Liebe.“ 1 Kor 13,13 ). Dabei scheint sie zu erkennen, dass sie sich bei Christian mit ihrem Vorurteil getäuscht hat, und versucht ihm nachzulaufen, erreicht ihn aber nicht mehr.
Aaron ist währenddessen in einer Umerziehungsanstalt, in der er von seiner Homosexualität „geheilt“ werden soll. Während einer Zahnbürsten-Bodenreinigungsaktion glaubt er, einen Engel singen zu hören. Er geht diesem Gesang nach und sieht in einem Fernseher, wie Julie ein Lied über Christian singt, der unter dem vermeintlichen Tod seines Geliebten Aaron leidet.
Aaron verlässt die Anstalt und reist nach Los Angeles, um Christian wiederzusehen. Als er jedoch an Christians Appartement klingelt und ein anderer Mann aufmacht, geht er betroffen weg.
Aaron sucht in seinem Kummer Trost bei Lila Montagne, einer Restaurantbesitzerin. Ihre einzige Verbindung ist eine Visitenkarte, die sie ihm zum Dank für seinen Beistand in einem schweren Moment schenkte. Er ahnt nicht, dass Christian ausgerechnet bei ihr als Kellner arbeitet. Während er Lila seine Lebens- und Leidensgeschichte erzählt, betritt Christian, der Aaron immer noch für tot hält, mit einem Tablett den Raum. Er sieht Aaron und lässt das Tablett unter lautem Krachen zu Boden fallen. Aaron sieht Christian, und beide fallen sich überglücklich in die Arme.
Der Film schließt mit einem glücklichen gemeinsamen Thanksgiving-Essen in Lilas Restaurant.

## Interpretation
Obwohl der Film offensichtlich die Probleme von Glaubensgemeinschaften mit der Homosexualität anspricht, ist er nicht per se religionsfeindlich oder gottesverneinend zu nennen. So ziehen sich verschiedene spirituelle Themen als roter Faden durch den Film.
- Das Motiv des Engels:
  - Als Christian als Jugendlicher von seinem Vater allein in einem Schneesturm zurückgelassen wird, hört er den Gesang eines Engels. Bei diesem Gesang handelt es sich in Wahrheit um den Wind, der über einer Höhle pfeift. Dieser „Gesang“ bringt ihn aber in diese rettende Höhle, in der er seine erste homoerotische Erfahrung macht und feststellt, dass Schwulsein kein Grund zum Sterben ist. Aaron wird durch Engelsgesang, in Wahrheit den Gesang Julies über Christian, verleitet, wieder nach Los Angeles zu gehen. In beiden Fällen ist es also ein Engel, der die beiden Hauptcharaktere zu den richtigen Entscheidungen kommen lässt.
- Das Motiv der scheinbaren Zufälle:
  - Aaron tröstet scheinbar zufällig Lila in einem schweren Moment vor einem Krankenhaus. Sie gibt ihm aus Dankbarkeit ihre Visitenkarte. Mit Hilfe dieser Karte kommt Aaron schließlich am Ende des Filmes in Lilas Restaurant, in dem zufälligerweise Christian arbeitet. Lila: „Ich glaube nicht an Zufälle. Ich glaube immer mehr an Wunder.“
  - Während Christian zahlreiche Telefonate führt, um Aarons Telefonnummer zu ermitteln, zeichnet er scheinbar wahllos Nummern auf einem Block und malt diese aus. Als er Aarons Telefonnummer schließlich bekommt, stellt er fest, dass Aarons Telefonnummer genau diejenige ist, die er selbst vorher aufgezeichnet hat.
- Das Schneemotiv:
  - Christian hat seine erste Erkenntnis über Homosexualität im Schneesturm („gray and white“). Der AIDS-Kranke, den Christian mit Essen-auf-Rädern beliefert, hat im Moment einer Berührung mit Christian eine Vision von Schnee. Vor dem Flughafen in Salt Lake City, wo sich Christian und Aaron wiedersehen, herrscht ein Schneesturm, und die typische Kleidung Aarons ist geprägt von Schwarz und Weiß.
- Das Motiv „Buntes und Weißes“:
  - Am Anfang des Filmes treffen sich Aaron und Christian in der Waschküche der Wohnanlage. Dabei sieht Christian, wie Aaron die Wäsche unsortiert in die Waschmaschine gibt. Christian klärt Aaron auf, dass man bunte und weiße Sachen nicht zusammen waschen kann: „Colors and whites don’t mix“. Dieses Motiv steht im Film immer wieder als Metapher für die Beziehung zwischen Aaron und Christian. Bei der Szene am Flughafen wiederholt sich dieses Thema mit direktem Bezug auf Jesajas messianische Prophezeiungen. So sagt Christian: „… and lions lay down with lambs and colors mix with whites“ im Vergleich zu „Dann wohnt der Wolf beim Lamm, der Panther liegt beim Böcklein. Kalb und Löwe weiden zusammen, ein kleiner Knabe kann sie hüten“ (Jes 11,6 EU) und „Wolf und Lamm weiden zusammen“ (Jes 65,25 EU).
- Das Motiv „vom Saulus zum Paulus“:
  - Schon früh wird klar, dass die Tatsache, dass Aaron Christian für oberflächlich hält, diesen schwer trifft. Dieses verleitet Christian dazu, sein Leben zu überdenken und zu ändern. Bei der Szene am Flughafen wird deutlich, dass diese Änderung seines Wesens durch Aaron verursacht wird, indem er das biblische Motiv des blendenden Lichtes, welches Paulus zur Umkehr bewegt, mit Aaron selbst assoziiert (vgl. Apg 9,3 EU). Unterstützt wird dieses noch dadurch, dass Aaron in dieser Szene sehr hell wirkt – blond, durch die Kälte des Schneesturms ein fast weißes Gesicht, weißes Hemd, Szenenausleuchtung – gegenüber dem dunkler gekleideten und gebräunten Christian.
- Die Namensgebung der Charaktere tut ein Übriges:
  - Da ist der Name Aaron, der aus biblischer Sicht durch Moses von Gott die erbliche Hohepriesterwürde (Aaronitisches Priestertum) bekam, sich jedoch später gegen Moses auflehnte und
  - Christian, dessen Name von dem biblischen Begriff Messias abstammt und laut einiger biblischer Propheten als Retter und Friedensbringer die Endzeit ankündigen soll.
- Das Motiv Kreuz und Blut:
  - In einer Szene tropft Aaron, während er in seinem Bett schläft, Blut auf Hand und Stirn (Stigmatisation). Kurz darauf blendet der Film in seinen Traum hinein, in dem er eine Dornenkrone tragend als gekreuzigt dargestellt wird.

## Synchronisation
Der Film wurde bei der Cinephon in Berlin nach einem Dialogbuch und unter der Dialogregie von Cay-Michael Wolf vertont.
| Rolle               | Schauspieler         | Synchronsprecher     |
| ------------------- | -------------------- | -------------------- |
| Elder Aaron Davis   | Steve Sandvoss       | Leonhard Mahlich     |
| Christian Markelli  | Wes Ramsey           | Markus Pfeiffer      |
| Julie Taylor        | Rebekah Johnson      | Marie Bierstedt      |
| Traci Levine        | Amber Benson         | Ranja Bonalana       |
| Andrew              | Khary Payton         | Tobias Kluckert      |
| Lila Montagne       | Jacqueline Bisset    | Helga Trümper        |
| Elder Paul Ryder    | Joseph Gordon-Levitt | Ozan Ünal            |
| Elder Harmon        | Rob McElhenney       | Nicola Devico Mamone |
| Elder Gilford       | Dave Power           | Rainer Fritzsche     |
| Keith Griffin       | Erik Palladino       | Jan-David Rönfeldt   |
| Sister Gladys Davis | Mary Kay Place       | Regine Albrecht      |

## Rezensionen
„Unkonventionelle, gut beobachtete, erfrischend klischeefreie Schwulenkomödie, erdacht und inszeniert von C. Jay Cox, der […] als homosexueller Mormone vom Culture Clash ein Lied singen kann.“

„Es gibt keine Zufälle, sondern Wunder. Eine Geschichte, die zeigt, dass sich Kämpfen immer lohnt und die Hoffnung am Ende alles überstrahlt.“

„The gay romantic melodrama Latter Days draws on an unconscionable number of conventions, but works in the end because of its commitment to its characters and a handful of fine performances. […] The issue now is not the discovery of your sexual orientation but what you are going to do with that knowledge: Mr. Cox clearly endorses moving from the first liberating rush of promiscuity into more responsible, more mature, more stable relationships.“

„Ein bewegendes Drama über die Liebe zwischen einem eitlen Aufreißer und einem schüchternen Mormonenprediger. Vielleicht der Beginn eines schwulen Mainstreams.“

## Namensgebung
Der Name „Latter days“ kommt von der englischen Bezeichnung „The Church of Jesus Christ of Latter-day Saints“ der Kirche Jesu Christi der Heiligen der Letzten Tage und ist ein Teil der Mormonen genannten Konfessionsgruppe.
Latter-day bedeutet zusätzlich „heutig“. Im Laufe der Handlung wird ein Übergang von latter-day zu these days als Wortspiel in der originalsprachlichen Version des Films deutlich.

## Auszeichnungen
C. Jay Cox gewann 2003 bei den Filmfestivals L.A. Outfest und Philadelphia International Gay & Lesbian Film Festival sowie 2004 beim Toronto Inside Out Lesbian and Gay Film and Video Festival jeweils den Publikumspreis.